# Magomiedrasuł Gazimagomiedow
Magomiedrasuł Muchtarowicz Gazimagomiedow (ros. Магомедрасул Мухтарович Газимагомедов; ur. 8 kwietnia 1991 roku) – rosyjski zapaśnik walczący w stylu wolnym. Triumfator mistrzostw świata w 2015 i 2018. Srebrny medalista mistrzostw Europy w 2020 i brązowy w 2019. Triumfator igrzysk europejskich w 2015. Mistrz Rosji w 2015 i 2018, a trzeci w 2014 i 2019 roku.